# Коллин, Фрэнк
Фрэ́нк Ко́ллин (англ. Frank Joseph Collin; род. 3 ноября 1944) — американский неонацист, лидер Национал-социалистической партии Америки.

## Биография
Коллин родился в Чикаго в семье Макса Симон Коллина (ранее Коэн или Кон), по некоторым данным — бывшего еврейского узника концентрационного лагеря Дахау, хотя сам Фрэнк Коллин всегда это решительно отрицал.
В 1960 году Коллин присоединился к Национал-социалистической партии белых людей Джорджа Рокуэлла. Он порвал с НСПБЛ из-за разногласий с преемником Рокуэлла Мэттом Коэлом, занявшим пост лидера партии после убийства Рокуэлла в 1967 году.
Авторитет Коллина среди американских нацистов пошатнулся после того, как он был уличён в совращении мальчиков в 1980 году. Коллин провёл три года в тюремном заключении, после чего отошёл от дел.

## Книги
- Atlantis in Wisconsin: New Revelations About the Lost Sunken City, 1995, ISBN 1-880090-12-0
- Edgar Cayce's Atlantis and Lemuria: The Lost Civilizations in the Light of Modern Discoveries, 2001, ISBN 0-87604-434-8
- Lost Pyramids of Rock Lake: Wisconsin's Sunken Civilization, 2002, ISBN 1-931942-01-3
- The Lost Treasure of King Juba:  The Evidence of Africans in America before Columbus, 2003, ISBN 1-59143-006-2
- Synchronicity & You: Understanding the Role of Meaningful Coincidence in Your Life, 2003, ISBN 1-84333-102-0
- Last of the Red Devils:  America's First Bomber Pilot, 2003, ISBN 1-880090-09-0
- The Destruction of Atlantis:  Compelling Evidence of the Sudden Fall of the Legendary Civilization, 2004, ISBN 1-59143-019-4
- Survivors of Atlantis: Their Impact on World Culture, 2004, ISBN 1-59143-040-2
- The Atlantis Encyclopedia, 2005, ISBN 1-56414-795-9
- The Lost Civilization of Lemuria: The Rise and Fall of the Worlds Oldest Culture, 2006, ISBN 1-59143-060-7
- Opening the Ark of the Covenant:  The Secret Power of the Ancients, The Knights Templar Connection, and the Search for the Holy Grail, 2007, ISBN 1-56414-903-X
- Atlantis and Other Lost Worlds, 2008, ISBN 1-84837-085-7
- Advanced Civilizations of Prehistoric America:  The Lost Kingdoms of the Adena, Hopewell, Mississippians, and Anasazi, 2009, ISBN 1-59143-107-7
- Power of Coincidence:  The Mysterious Role of Synchronicity in Shaping Our Lives, 2009, ISBN 1-84837-224-8
- Mussolini's War: Fascist Italy's Military Struggles from Africa and Western Europe to the Mediterranean and Soviet Union 1935–45, 2009, ISBN 978-1906033569
- Gods of the Runes: The Divine Shapers of Fate, 2010, ISBN 1-59143-116-6
- Atlantis and 2012: The Science of the Lost Civilization and the Prophecies of the Maya, 2010, ISBN 978-1-59143-112-1